# Sindrome di Richter
Per  sindrome di Richter  in campo medico si intende un linfoma a grandi cellule, costituisce  una complicanza che nasce in persone affette da leucemia linfatica cronica o da linfoma a piccoli linfociti,  che viene evidenziata per la comparsa improvvisa dei sintomi. 

## Epidemiologia
Comprende una piccola percentuale delle persone affetta dalla leucemia.

## Sintomatologia
I sintomi e i segni clinici che si riscontrano  sono febbre, sudorazione, calo ponderale, linfoadenopatia, epatosplenomegalia.  

## Terapia
la terapia è su base di chemioterapia, anche se la risposta positiva è rara.

## Prognosi
La prognosi è nefasta: la sopravvivenza media, nonostante il trattamento, non supera gli otto mesi.